# Psyrana ryukyuensis
Psyrana ryukyuensis är en insektsart som beskrevs av Ichikawa 2001. Psyrana ryukyuensis ingår i släktet Psyrana och familjen vårtbitare. Inga underarter finns listade i Catalogue of Life.